# Necessary Evil
Necessary Evil es el quinto álbum de estudio de la cantante estadounidense Deborah Harry, publicado el 15 de septiembre de 2007 por Eleven Seven Records, catorce años después de su último disco en solitario, Debravation de 1993.
Fue antecedido por el sencillo "Two Times Blue", que se convirtió en un hit Dance.

## Producción
Harry comenta que el álbum fue grabado lentamente y que el proyecto comenzó grabando canciones que había compuesto a lo largo de los años y no había concretado nunca. En un momento, se encontró trabajando con Barb Morrison y Charles Nieland de Super Buddha y cerrando un contrato con Eleven Seven Music. A diferencia de sus trabajos anteriores, donde participaban numerosos productores y músicos, en Necessary Evil participaron muy pocos músicos.
La placa se editó en dos versiones. La estándar contiene 14 canciones, todas producidas por Super Buddha. La edición especial contiene tres bonus tracks, dos producidas por Chris Stein y una por Bill Ware. Las canciones tocan temáticas de amor y relaciones, y musicalmente recorren la música dance, pop, hip hop, rock, jazz, world-music y baladas románticas. La canción "Dirty & Deep" es una reversión de una canción del mismo nombre que Harry publicó en su MySpace el año anterior respecto del encarcelamiento de Lil' Kim. La fotografía de la portada fue tomada por la propia Harry e intervenida por Rob Roth, quien se encargó del diseño gráfico y dirigió el videoclip de "Two Times Blue".

## Recepción crítica y comercial
La recepción crítica de Necessary Evil fue mezclada y cuenta con un promedio de 50 sobre 100 puntos en Metacritic, que promedia 15 reseñas. Generalmente los críticos cuestionaron la extensión del álbum y la disparidad entre sus canciones, apuntando principalmente contra Super Buddha por la producción. "Two Times Blue", "Paradise", "What is Love", "Naked Eye" y "You're Too Hot" fueron generalmente seleccionadas como las canciones destacadas.
Jason Kirk de Amazon caracterizó a Necessary Evil como "visceralmente contemporáneo" y destacó que el trío que compuso el álbum logró capturar la exuberancia juvenil de distintos géneros con resultados accesibles en tono rock, pop y soul. En una reseña de 7.5 (sobre 10) de Pitchfork, Sara Sherr destacó la perspectiva artística y lírica de Harry, el sonido moderno dado por Super Buddha en canciones como "Two Times Blue", "What is Love" y "Dirty & Deep", pero resaltando que las mejores canciones son los bonus tracks, en los que Harry dialoga con músicos con los que lleva años trabajando como Stein y Nathason. Entertainment Weekly destacó el "definido espíritu de aventura, con una voz que aborda sin esfuerzo el rock y el pop" y dio 7.5 puntos sobre 10. Mojo y Rolling Stone lamentaron que no llegara al nivel de "perfección pop" de otras obras de Harry, aunque resaltan los momentos roqueros como "You're Too Hot" y el compendio de la variedad de estilos que la cantante recorre. Stephen Thomas Erlewine de Allmusic dijo que "básicamente todo lo que [Harry] ha probado antes se puede detectar aquí" pero que "no hay nada que conecte estas aventuras canción a canción", a pesar de que hay momentos interesantes. Las críticas negativas destacaron también la fuerza creativa de Harry, cargando tintas contra la producción de Super Buddha.
Necessary Evil llegó al N° 86 en la lista de álbumes británica y al N° 37 de álbumes independientes de Estados Unidos. "Two Times Blue" fue el primer single, con gran aprobación crítica. Casi cuatro meses después de su publicación, un remix realizado por Soulseekerz entró al Dance Chart norteamericano y llegó al N° 5, pasando un total de 17 semanas entre las canciones más populares. También llegó al N° 34 del Global Chart. El siguiente single fue la balada "If I Had You", que no tuvo impacto comercial. En 2008 Harry editó un single fuera del álbum, "Fit Right In", cuyo b-side es un remix de "Heat of the Moment".
Para promocionarlo Harry realizó numerosas apariciones televisivas en Estados Unidos y Reino Unido, en muchas de las cuales cantó "Two Times Blue". Algunas canciones del álbum fueron estrenadas en la gira "True Colors Tour 2007" de Cyndi Lauper, previa al lanzamiento, y luego de este Harry realizó un tour solista. Este fue el primero en calidad de solista desde 1994 y se concentró en material propio (solo interpretó dos canciones de Blondie, "Heart of Glass" y "The Tide is High", en versiones acústicas). Algunas canciones de este período solista fueron retomadas en recitales de Blondie en los años siguientes, como "Two Times Blue", "Whiteout" y "You're Too Hot".

## Lista de canciones
Todas las canciones escritas y compuestas por Todas las canciones compuestas por Deborah Harry, Barbara Jean Morrison y Charles W. Nieland, excepto que se indique lo contrario.. 
| Necessary Evil (edición estándar) |                                      |                                               |          |  |
| N.º                               | Título                               | Escritor(es)                                  | Duración |  |
| 1.                                | «Two Times Blue»                     |                                               | 3:56     |  |
| 2.                                | «School for Scandal»                 |                                               | 3:09     |  |
| 3.                                | «If I Had You»                       | Morrison, Nieland                             | 3:18     |  |
| 4.                                | «Deep End»                           |                                               | 3:11     |  |
| 5.                                | «Love with a Vengeance»              |                                               | 4:41     |  |
| 6.                                | «Necessary Evil»                     |                                               | 3:31     |  |
| 7.                                | «Charm Redux»                        |                                               | 1:15     |  |
| 8.                                | «You're Too Hot»                     |                                               | 3:41     |  |
| 9.                                | «Dirty & Deep»                       | Harry, Morrison, Nieland, Sean Travis Dempsey | 3:16     |  |
| 10.                               | «What is Love?»                      |                                               | 4:32     |  |
| 11.                               | «Whiteout»                           |                                               | 3:08     |  |
| 12.                               | «Needless to Say»                    |                                               | 4:15     |  |
| 13.                               | «Heat of the Moment»                 |                                               | 4:09     |  |
| 14.                               | «Charm Alarm» (a dueto con Miss Guy) | Harry, Morrison, Nieland, Guy Furrow          | 5:02     |  |

| Necessary Evil (bonus tracks) |             |                            |             |          |  |
| N.º                           | Título      | Escritor(es)               | Productor   | Duración |  |
| 15.                           | «Jen Jen»   | Chris Stein                | Chris Stein | 5:15     |  |
| 16.                           | «Naked Eye» | Deborah Harry, Chris Stein | Stein       | 4:28     |  |
| 17.                           | «Paradise»  | Roy Nathanson, Bill Ware   | Bill Ware   | 6:20     |  |

## Créditos
- Deborah Harry - voz, guitarra (8), percusión (10)
- Super Buddha - todos los instrumentos, excepto que se indique (1-14)
- Mark Marone - batería (2-4, 14)
- Sean Travis Dempsey - teclado, batería programada (9)
- Miss Guy - voz (14)
- Chris Stein - todos los instrumentos (15-16)
- Roy Nathanson - saxofón (17)
- Bill Ware - todos los instrumentos (17)